# Station Hannuit
Station Hannuit was een spoorwegstation langs de spoorlijn 127 in de gemeente Hannuit. Van de vroegere gebouwen resteert alleen nog een klein goederenloods. Verder is er een overwoekerd spooremplacement en een fietsroute met een haltebord "Hannut". Op de fundamenten van het voormalige stationsgebouw verrees een nieuw gebouw met dezelfde omvang dat dienstdoet als kantoorgebouw.
Naast het spoorstation was er een station van de Nationale Maatschappij van Buurtspoorwegen. Voor de buurtspoorwegen was dit een belangrijk knooppunt van waaruit in drie richtingen gereden kon worden:
- Ambresin (Namen, Statte) (Het gedeelte Hannuit-Meeffe van deze tramlijn 117 werd ingehuldigd in 1908) (opgeheven op 1 juni 1960)
- Omal (Luik) (opgeheven op 3 januari 1952)
- Sint-Truiden (opgeheven op 17 maart 1958)

De hierboven vermelde opheffingen betreffen het goederenverkeer. Reizigersdiensten werden al eerder opgeheven. De laatste buurtspoorweg reizigersdienst, Hannuit - Namen, over spoor, is op 1 oktober 1955 vervangen door een busdienst.

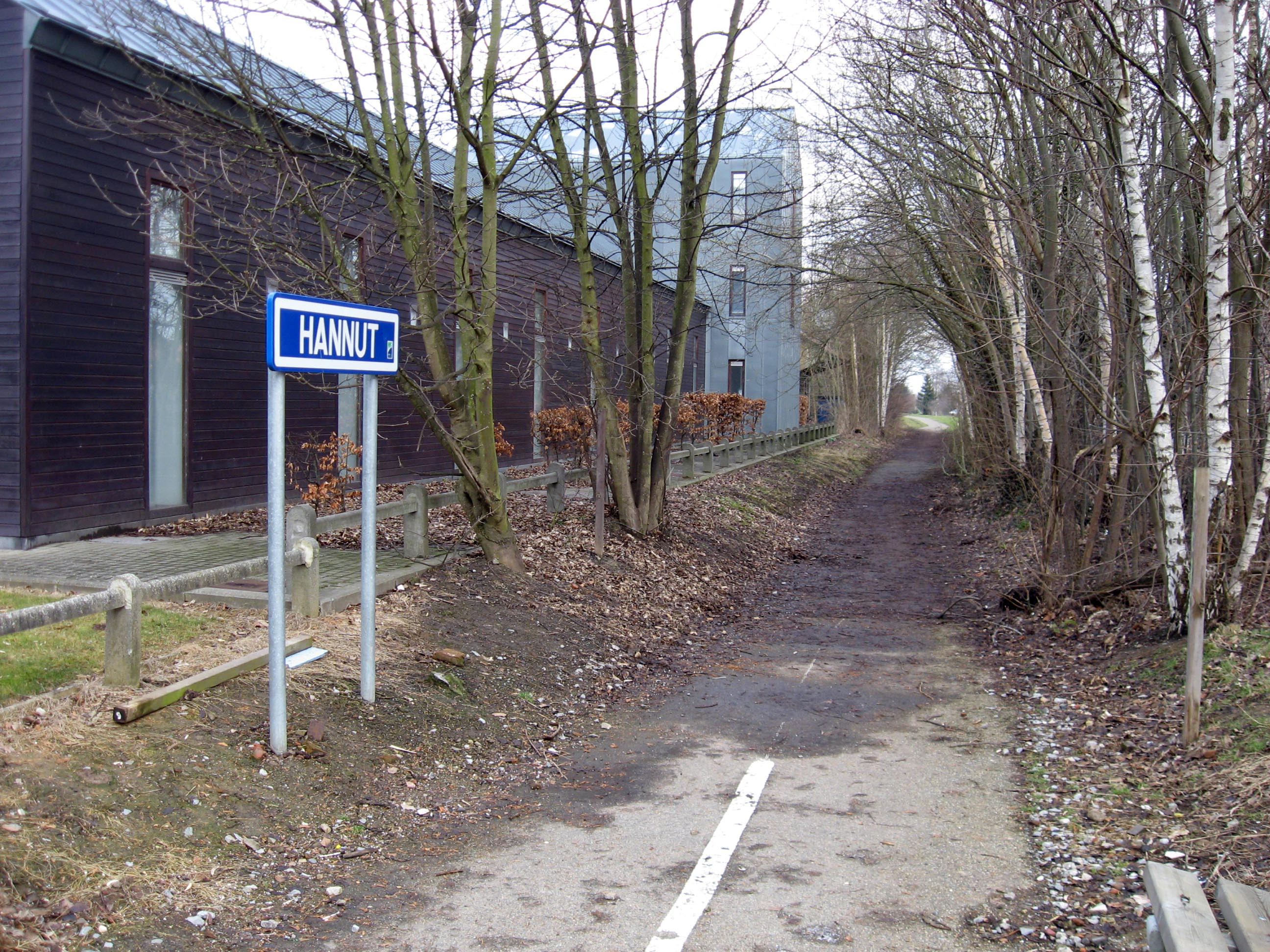
Fietspad met stationshaltebord. Daarachter is het nieuwe gebouw op de plaats van het oude stationsgebouw.

0,0: Landen ·
2,6: Waasmont ·
5,5: Avernas ·
6,3: Bertrée ·
9,6: Hannuit ·
11,5: Villers-le-Peuplier ·
13,9: Avennes ·
17,0: Braives ·
19,7: Fallais ·
22,7: Fumal ·
26,4: Huccorgne ·
28,5: Moha ·
33,6: Statte